# Fédération monégasque de cyclisme
La Fédération monégasque de cyclisme (ou FMC) a été créée en 1985. 
Elle est membre de l'Union cycliste internationale et de l'Union européenne de cyclisme. Le siège de la Fédération monégasque est situé au pied du stade Louis-II, au rez-de-chaussée d’un immeuble. En 2019, la Fédération a la particularité de compter cent cinquante licenciés, dont quarante-quatre coureurs professionnels, car chaque coureur résidant à Monaco doit obligatoirement être licencié auprès de la Fédération monégasque.

## Présidents successifs
- Charles Lajoux : de 1985 à 2008
- Umberto Langellotti : depuis 2008

## Bureau
- Umberto Langellotti : Président
- Edouard Doria : Secrétaire
- Jean-Marc Boyer : Trésorier
- Guido Possetto : Directeur Technique
- Christian Billard : Secrétaire adjoint
- Frédéric Giuffra : Conseiller technique

## Objet
- Représenter le sport cycliste monégasque au sein de l'Union Cycliste Internationale, ainsi que dans les diverses compétition internationales officielles.
- Régir sur le territoire monégasque le sport cycliste, regrouper, diriger et coordonner les activités des groupements sportifs pratiquant le cyclisme.
- Organiser des compétitions internationales en conformité avec la règlementation instituée par l'Union Cycliste Internationale.
- Développer la pratique de la bicyclette sous toutes ses formes et par tous les moyens de propagande et d'action susceptibles d'être mis en œuvre.